# Szalona (powieść)
Szalona – współczesna powieść obyczajowa Józefa Ignacego Kraszewskiego z 1879 roku.
Powstała na przełomie 1878/79 na zamówienie Ludwika Jenikego, lecz po jego rezygnacji z wydrukowania opublikowana wstępnie w 1880 w warszawskim czasopiśmie „Ateneum” (tom I [XVII] i II [XVIII]). Wydanie książkowe ukazało się dopiero dwa lata później nakładem K. Kowalewskiego. Za życia autora powieść wydano jeszcze tylko w 1886 w ramach edycji zbiorowej („Wybór pism”) w opracowaniu P. Chmielowskiego; nie zachował się jej autograf. W okresie powojennym poza Wydawnictwem Literackim osobne wydania opublikowały również „Czytelnik” (1951, 1953) i „Alfa” (1993).

## Tło powstania
Autor zdecydował się podjąć w Szalonej narastający wówczas problem emancypacji kobiet, do czego miał nastawienie naturalnie krytyczne. Napisał ją na zamówienie redaktora „Tygodnika Ilustrowanego”, który oczekiwał powieści mającej w sposób wyważony ostrzegać przed niebezpieczeństwem emancypacji, a także idei utopijnego socjalizmu oraz nihilizmu; ostatecznie nie zyskała ona jego uznania. Dla swego „Ateneum” zakupił ją natomiast Włodzimierz Spasowicz.

## Treść
Tytułową bohaterką jest Zonia – jedna z dwóch osieroconych sióstr Roszkównych, wychowywana osobno i wcześnie oswojona z miejskim życiem, gdzie zostaje zaznajomiona z nowymi ideami w środowisku akademickim. W odróżnieniu od młodszej siostry Madzi, wychowywanej w patriarchalnym otoczeniu prowincjonalnego dworku chorążego Dorohuba na Wołyniu, Zonia czynnie uczestniczy w życiu rozdyskutowanej młodzieży uniwersytetu kijowskiego. Gorliwie studiuje postępowe dzieła i jako wyemancypowana szykuje się do całkowicie samodzielnego życia, pozbawionego erotycznych uczuć, a opartego jedynie na racjonalnych przesłankach. Początkowo pozostając pod wpływem fałszywego ideowego „proroka” Jewłaszewskiego, zawiedziona nim Zonia kształtuje własny styl życia intrygujący mężczyzn, choć w opinii publicznej zyskujący jej negatywny rozgłos. Lekceważąca swe warunki bytowe i wygląd, otoczona książkami filozofów, ekonomistów, społeczników, uznaje wyłącznie związki duchowe i intelektualne, gardząc więzami krwi. Dumna i szlachetna, nie akceptuje rozwiązań kompromisowych. Śmiało przyznając się do niekonwencjonalnych uczuć, równocześnie zachowuje niewinność osoby poddającej się miłości szczerze i z pasją.
Wśród kolejnych mężczyzn zniewoleniu jej fascynującą osobowością ulega także daleki kuzyn, młody dziedzic Ewaryst Dorohub, który początkowo usiłując „nawrócić” Zonię, z czasem ulega jej wpływowi i całkiem zdominowany przez nią, zrywa ściśle przestrzegane dotąd więzi moralne i rodzinne, ostatecznie rujnując swe życie. Bezsilna w próbach ingerencji jest również siostra Madzia, skrycie zakochana w Ewaryście i wskutek tego cierpiąca podwójnie.
Burzliwe losy bohaterki i jej kontrowersyjne związki uczuciowe są dla autora pretekstem do ukazania umysłowego fermentu wśród młodego pokolenia ulegającego chwytliwym, rewolucjonizującym ideom i buntowniczo odwracającego się od tradycyjnych form życia. W powieści ukazano nie tylko naturalnie wynikający z tego konflikt pokoleń, lecz i manowce zwodniczych idei rzekomego postępu, w efekcie niszczących życie jednostki i destrukcyjnie godzących w dotychczasowe reguły społecznego współżycia, bez wnoszenia istotnych twórczych wartości.